# Феријера (Савона)
Феријера је насеље у Италији у округу Савона, региону Лигурија.
Према процени из 2011. у насељу је живело 24 становника. Насеље се налази на надморској висини од 563 м.